# Jabing
Jabing è un comune austriaco di 742 abitanti nel distretto di Oberwart, in Burgenland. Tra il 1971 e il 1992 è stato aggregato al comune di Großpetersdorf.